# Бутман, Игорь Михайлович
И́горь Миха́йлович Бу́тман (род. 27 октября 1961, Ленинград, РСФСР, СССР) — советский и российский саксофонист; народный артист РФ (2011), народный артист Чеченской Республики (2012), лауреат Государственной премии РФ (2003). Награждён Орденом «За заслуги перед Отечеством» IV степени. Художественный руководитель ГБУК г. Москвы "Московский джазовый оркестр п/у Игоря Бутмана". Член партии «Единая Россия». Член Высшего совета партии «Единая Россия» и Московского регионального политического совета партии.
Президент Авторского Совета Российского авторского общества с 2016 года. , продюсер 11 международных фестивалей, среди которых «Триумф Джаза» , «Sochi Jazz Festival», «Jazzoвые сезоны» и другие, владелец российско-американского джазового лейбла Butman Music. В 1999 году основал Биг-бенд Игоря Бутмана, который с 2012 года носит название Московский джазовый оркестр . В 2014 году был создан Фонд Игоря Бутмана.  В 2015 году в штаб-квартире Организации Объединённых Наций по вопросам образования, науки и культуры (ЮНЕСКО) в Париже Игорь Бутман был награждён «Медалью пяти континентов» «за выдающиеся достижения в области культуры и искусства, а также за вклад в развитие международных культурных связей». В 2018 году в Вашингтоне Игорю Бутману была вручена премия Института устойчивого диалога за «монументальный вклад в преодоление противоречий благодаря искусству» и организацию музыкальных обменов ради сближения народов разных стран. Он стал первым российским деятелем культуры, удостоенным этой премии. В 2017 году Игорь Бутман запустил первую международную конференцию и форум-фест Jazz Across Borders, ежегодно собирающий в Санкт-Петербурге сотни профессионалов со всего мира. В 2018 году стал инициатором и художественным соруководителем крупнейшего джазового мероприятия в истории России - VII Международного Дня Джаза в Санкт-Петербурге (совместно с Херби Хэнкоком). В 2019 году основал и возглавил единственную в России Академию джаза.

## Биография
Родился в 1961 году 27 октября в Ленинграде (ныне Санкт-Петербург) в семье инженера-строителя Михаила Соломоновича Бутмана (1937—2009) и Мариулы Николаевны Ливановой (род. 1939). Дед был репрессирован. Окончил музыкальную школу и музыкальное училище имени М. Мусоргского. В училище увлёкся саксофоном. Его учителем был Геннадий Гольштейн. В 1978 году Игоря пригласил в свой ансамбль выдающийся джазмен Давид Голощёкин.
В конце 1978 собрал из студентов училища свой первый квартет (Волков, Рахильсон, Глонти), который произвёл сенсацию первым же своим выступлением в клубе «Квадрат» в феврале 1979 года. Позже они играли на открытии сезона в «Квадрате» (октябрь 1979). На протяжении следующего года Бутман выступал как соло, так и с биг-бэндом училища и иногда джемовал в «Квадрате». В апреле 1981 года с квинтетом Сергея Курёхина Бутман принял участие в «Весенних концертах нового джаза» Клуба современной музыки Ефима Барбана и Алика Кана.
В 1981 году, окончив училище, Игорь занял пост альт-саксофониста в джазовом ансамбле Давида Голощёкина, а через год получил приглашение из Москвы, став первым альтом в оркестре Олега Лундстрема.
Отработав у Лундстрема два года, Игорь Бутман вернулся в Ленинград и собрал свой квартет, в который вошли Александр Беренсон (экс-«Лесной проспект»), труба; Дмитрий Колесник, контрабас, и Евгений Губерман (экс-«Мания», «Стая», «Аквариум», «Зарок» и др.), барабаны. На очередных «Весенних концертах» с ними выступил гитарист Александр Пумпян (экс-«Фрам»), а после того как в его ряды влился пианист Евгений Маслов, квартет превратился в квинтет.
В 1983—1985 годах квинтет Бутмана выступал на фестивалях в Москве, Риге и на трех «Осенних ритмах» в Ленинграде. В те же годы Игорь Бутман принимал участие в записи альбомов «Аквариума» «Табу» (1982) и «Радио Африка» (1983), а также сыграл соло в песне «Троллейбус» в альбоме «Кино» «Начальник Камчатки» (1984). С весны 1984 он регулярно участвовал в концертах группы «Поп-механика».
В декабре 1984 года Бутман вновь уехал в Москву: его и Евгения Губермана пригласил в свое «Аллегро» известный московский пианист Николай Левиновский. Именно тогда Игорь сменил альт на тенор-саксофон.
В 1987 музыкант покинул «Аллегро» и отправился повышать своё образование в США. Он поступил в престижный музыкальный колледж Беркли в Бостоне, а два года спустя окончил его, получив диплом как концертный пианист и композитор. В те же годы состоялось знакомство Игоря Бутмана с американским саксофонистом Гровером Уошингтоном. Помимо Уошингтона, Игорь выступал на сцене с Пэтом Метини, Эдди Гомезом, Арчи Шеппом, Монти Элекзандером и др. В 1989 году Бутман переехал из Бостона в Нью-Йорк, начал играть со своим ансамблем в местных клубах, а также совершил европейское турне в составе оркестра Лайонела Хэмптона.
Первое за время эмиграции выступление Бутмана в России состоялось в 1992 году в Москве на международном джазовом фестивале. В 1993 году вышел сольный альбом Бутмана, участие в котором приняли пианист Лайл Мэйс, контрабасист Эдди Гомез и барабанщик Марвин «Смитти» Смитт. В мае 1995 года Игорь Бутман выступил в Кремле перед американским президентом Биллом Клинтоном. Годом позже музыкант покинул США и поселился в Москве.
В декабре 1996 года в Нью-Йорке Игорь Бутман спродюсировал альбом пианиста Андрея Кондакова «Блюз для четверых». Помимо них в записи приняли участие контрабасист Эдди Гомез и барабанщик Ленни Уайт. В апреле следующего года состоялось турне квартета по городам России. В 1997—1998 годах в Москве по инициативе Бутмана проходили независимые джазовые фестивали. Участие в них принимали российские и американские джазмены. Игорь Бутман также открыл джазовый клуб при Театре на Таганке и устраивал гастроли в России таких исполнителей, как Рэнди Брекер, Билли Кобэм, Пол Болленбек и т. д.
В 1997 году Бутман выпустил альбом «Ностальгия», годом позже отметился в альбоме «Волков Трио» «Намного лучше», а в марте 1998 года собрал свой биг-бэнд. Биг-бэнд неоднократно выступал в Карнеги-Холле, Линкольн-Центре, легендарном джазовом клубе «Birdland» и других не менее престижных концертных площадках мира. Одновременно с биг-бэндом в 1999 году возник также Квартет Игоря Бутмана в составе: Игорь Бутман (саксофон), Антон Баронин (фортепиано), Виталий Соломонов (контрабас), Эдуард Зизак (барабаны), который сразу же нарекли «торговой маркой» российского джаза. В июне 2000 года ансамбль выступил в Кремле перед лидерами двух стран — Президентом США Биллом Клинтоном и Президентом России Владимиром Путиным. В июне 2002 года — перед Председателем КНР Цзян Цзэминем.
В феврале 2002 года на сцене концертного зала «Россия» в Москве Игорь Бутман представил масштабный гала-концерт «Триумф джаза», на котором выступал и его биг-бэнд, и приглашённые им исполнители (Рэнди Брекер, Ди Ди Бриджуотер, Гэри Бертон, Элвин Джонс, Тутс Тильманс и т. д.). Той же весной Бутман и Лариса Долина создали совместную программу «Карнавал джаза», с которой проехались по России, ближнему и дальнему зарубежью.

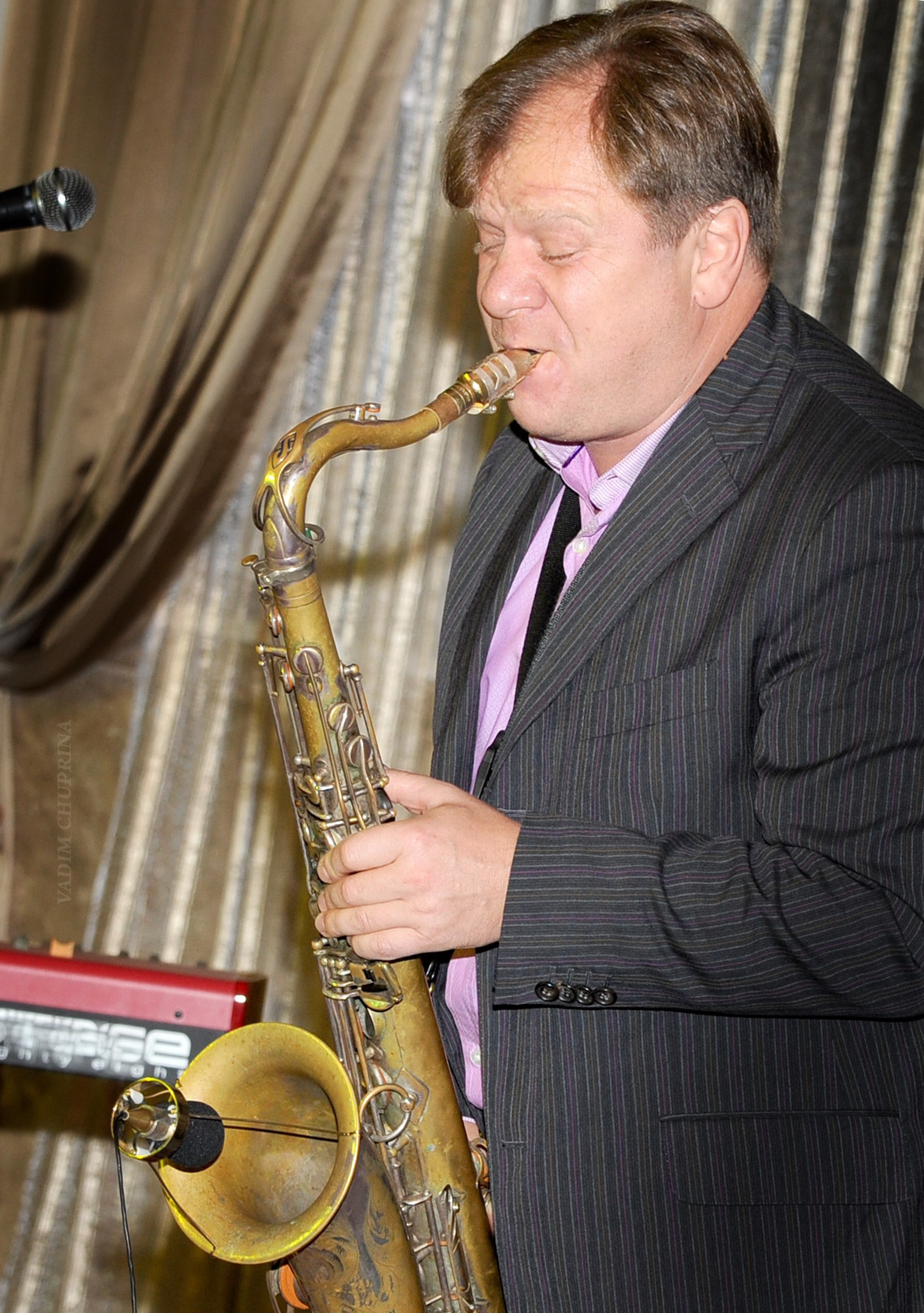
Игорь Бутман в 2011 году

Сенсацией для всего джазового мира стало совместное выступление в сентябре 2003 года Биг-бэнда Игоря Бутмана и Lincoln Center Jazz Orchestra под управлением Уинтона Марсалиса на открытии джазового сезона в Линкольн-Центре в Нью-Йорке. В том же году был создан первый альбом Биг-бэнда «Eternal Triangle» («Вечный треугольник») с участием знаменитого американского трубача Рэнди Брекера.
Лауреат премии «Человек года» Федерации еврейских общин России (2005). В 2006 году был удостоен почётного звания «Заслуженный артист Ингушетии».
С 1998 по 2005 годы вёл на телеканале «Культура» свою авторскую программу «Джазофрения». В 2006 году участвовал в проекте Первого канала «Звёзды на льду» в паре с фигуристкой Марией Петровой. В 2009 году принимал участие в проекте Первого канала «Ледниковый период» в паре с Албеной Денковой. В 2018 году снялся в сериале «Реальные пацаны» в качестве камео, где сыграл на саксофоне мелодию из сериала.
В 2009 году создал свой звукозаписывающий лейбл «Butman Music», презентация которого прошла в «Московском доме музыки». На концерте был представлен альбом Биг-бэнда Игоря Бутмана «Moscow @ 3 am».
31 августа 2016 года избран президентом Авторского Совета Российского авторского общества.
1 ноября 2018 года в Вашингтоне Игорю Бутману была вручена премия Института устойчивого диалога за «монументальный вклад в преодоление противоречий благодаря искусству» и организацию музыкальных обменов ради сближения народов разных стран. Он стал первым российским деятелем культуры, удостоенным этой премии.
18 декабря 2020 года вышел фильм-концерт проекта «Симфоническое Кино», основанного на симфонических инструментальных версиях песен группы «Кино», в рамках серии «Музыкальная гостиная» Газпромбанка. В конце выступления Игорь Бутман сыграл на саксофоне в композиции Сергея Курёхина «Целотонко» из репертуара «Поп-механики».
30 ноября 2021 вышел «Квартирник у Маргулиса» с музыкантами коллектива Московский джазовый оркестр к 60-ти летнему юбилею музыканта на телеканале НТВ.

## Семья
Отец — Михаил Соломонович Бутман (1937—2009), инженер-строитель.
Мать — Мариула Николаевна Ливанова (род. 1939).
Брат — Олег Михайлович Бутман (род. 09.07.1966 в Ленинграде), начинал с балалайки, но по просьбе брата, которому был нужен барабанщик, сменил свой музыкальный профиль и окончил училище им. Мусоргского по классу ударных. Он тоже играл в биг-бэнде училища, выступал и записывался с рок- группами «Теле У» и «Тамбурин», а также с гитаристом Владимиром Густовым. В 1989 году принял участие в квартете Андрея Рябова и Андрея Кондакова. В 1992 году переехал в Америку, где играл в биг-бэнде Николая Левиновского, иногда сотрудничал с братом и рядом других музыкантов.
Первая жена — Айлин, гражданка США. Брак был заключён в 1987 году и продлился около трёх лет.
Вторая жена — Донн, гражданка США. В разводе.
- Сын — Майкл (Михаил).

Третья жена (до 2015 года) — Оксана, модель, дизайнер.
- Сын — Даниил, студент.
- Сын — Марк, школьник.

Четвёртая жена (с 2022 года) — Анна Львова (род. 1993), журналист.

## Общественная деятельность
Игорь Бутман известный популяризатор джазового искусства в России и за рубежом. Под его руководством проходит ряд крупнейших отечественных джазовых фестивалей, а также Международный форум-фест Jazz Across Borders. В 2022 году по инициативе Фонда Игоря Бутмана с размахом отметили Столетие российского джаза. Праздничный концерт прошёл в Большом театре, был снят документальный фильм об истории российского джаза «ДЖАЗ 100», а также выпущена одноимённая книга авторства Кирилла Мошкова.

### Фестивали

#### Триумф джаза
Первый международный фестиваль «Триумф джаза» прошёл в Москве в 2001 году, однако его история началась за 3 года до этого.
Предтечей «Триумфа» стали два «Независимых джаз-фестиваля», которые саксофонист Игорь Бутман провел в 1997 году в ЦДХ и в 1998 году в Концертном зале им. П. И. Чайковского. Фестивали стали чем-то большим, чем просто сенсация, это было настоящее культурное явление: фестиваль впервые объединил российских и американских джазменов, к тому же до этого просто невозможно было себе представить такой представительный состав участников джазового форума в России.
На двух «Независимых джаз-фестивалях» выступили именитые американские музыканты — гитарист Джон Аберкромби, басисты Эдди Гомез и Эссиет Эссиет, пианисты Энди ЛаВерн и Луис Шерр, барабанщики Ленни Уайт и Марк Джонсон, вокалисты Напуа Девой и Тим Стронг, вибрафонист Джо Локк, а также лучшие российские джазмены — продюсер фестиваля Игорь Бутман и его знаменитый наставник саксофонист Геннадий Гольштейн, валторнист Аркадий Шилклопер, вокалист Сергей Старостин, контрабасист Владимир Волков, пианисты Андрей Кондаков и Вагиф Садыхов, братья Ивановы, а также будущий лидер известной группы Tesla Boy пианист Антон Севидов.
После трёхлетнего перерыва «Независимый джаз-фестиваль» заручился поддержкой благотворительного фонда «Триумф» и вернулся на московскую сцену уже под новым названием — «Триумф Джаза». Первый «Триумф» прошёл в зале Московского Дома Кино 27 января 2001 года. На сцену поднялись биг-бэнд Игоря Бутмана, существовавший на тот момент меньше года, группы «Пернатый змей» и «Doo Bop Sound», вокалистка Мария Тарасевич, пианисты Яков Окунь, Андрей Кондаков, гитаристы Пол Болленбэк и Алексей Кузнецов, басист Алекс Ростоцкий, а также барабанщик Билли Кобэм, вызванный из Швейцарии на замену заболевшему штатному участнику оркестра Эдуарду Зизаку.
За прошедшие 20 лет благодаря Игорю Бутману, саксофонисту с мировым именем и арт-директору фестиваля, на «Триумфе Джаза» впервые в России выступили величайшие джазовые музыканты, среди которых Ди Ди Бриджуотер, Гэри Бертон, Ларри Корриэлл, Ли Кониц, Гонзало Рубалькаба, Тутс Тилеманс, «TAKE 6», Джо Ловано, Билли Кобэм, Джино Ваннелли, Гэри Бартц, Джой ДиФранческо, Элвин Джонс, Ахмад Джамал, Рэнди Бреккер, Билл Эванс, Маккой Тайнер, Майк Стерн, Ленни Уайт, Джеймс Картер, Кевин Махогани, Дэвид Гарфилд, Кенни Вернер, Фредди Коул. Также на фестивале представили свои международные проекты Биг-бэнд Игоря Бутмана, Юрий Башмет и камерный ансамбль «Солисты Москвы», Алекс Ростоцкий и Майкл Рабиновиц, Яков Окунь, Бен Стрит и Билли Драммонд, Андрей Кондаков и Brazil All Stars, Иван Фармаковский и Кармен Ланди, Николай и Леонид Винцкевичи, Кип Рид, Джоэл Тейлор и Ив Корнелиус.
Несколько лет фестиваль проходил в концертном зале «Россия» и легендарном клубе «Le Club», а в 2007 году переехал в Светлановский зал Дома Музыки и Клуб Игоря Бутмана, где и проводится до сих пор. С каждым годом популярность фестиваля растет и всё больше мероприятий проходит в рамках «Триумфа Джаза»: это не только три больших концерта в Московском Международном Доме Музыки и концерты участников фестиваля в Клубе Игоря Бутмана, но и презентации новых альбомов и книг в музыкальных магазинах столицы и даже фотовыставки.
В 2013 году «Триумф Джаза» расширил свою географию, концерты фестиваля теперь проходят не только в Москве, но и в Санкт-Петербурге, а с 2018 года - ещё и в Туле.

#### Sochi Jazz Festival
История Фестиваля началась в 2010 году, когда в Сочи стартовала Культурная Олимпиада и Оргкомитет «Сочи-2014» предложил Игорю Бутману провести джазовый фестиваль международного значения в столице XXII Олимпийских Игр. С тех пор этот Фестиваль стал не только одним из самых значимых событий в культурной жизни России, но и составил серьёзную конкуренцию зарубежным фестивалям.
Ежегодно по приглашению основателя и президента Фестиваля Игоря Бутмана в Сочи съезжаются лучшие джазовые силы России, США и стран Европы. На время его проведения курорт становится главным джазовым центром страны. Участниками «Sochi Jazz Festival»  были всемирно известные джазмены Bill Evans и группа «Soulgrass», группы «CAB», группа «Take 6», Московский джазовый оркестр Игоря Бутмана, Трио Даниила Крамера, Paul Bollenback, Kate Davis, Delfeayo Marsalis Quintet, Virgil Donati, Allan Harris, Tony MacAlpine, Zenia McPherson, Brianna Thomas, Tony Momrelle, Mark Whitfield Jr., Олег Аккуратов, Роберт Анчиполовский, Анатолий Кролл, Николай Левиновский, Дмитрий Мосьпан, Валерий Пономарев, Вадим Эйленкриг и многие другие.
За годы существования фестиваль посетили несколько десятков тысяч зрителей. Третий год подряд «Sochi Jazz Festival» входит в десятку лучших джазовых фестивалей страны.

#### Форум-фест Jazz Across Borders (JAB)
JAB — это первая и единственная в России профессиональная площадка для встречи представителей отечественного и мирового джазового сообщества. В этом году событие прошло в online-формате.
Впервые форум-фест прошёл на VI Санкт-Петербургском международном культурном форуме в 2017 году, и уже третий год подряд предоставляет российским и зарубежным музыкантам уникальную возможность обсудить волнующие индустрию вопросы. За 4 года проведения JAB его участниками стали более 15 000 любителей и профессионалов сферы джазовой индустрии из разных регионов России и 75 зарубежных стран.
Благодаря Форум-фесту в Санкт-Петербурге побывали представители элиты мирового джазового сообщества: участниками деловой программы были одни из лучших вокалистов современности, обладатели премии Грэмми — Курт Эллинг и Патти Остин, продюсер Winter Jazz Festival Адам Шац (США), управляющий директор клуба Ronnie Scott's Club Саймон Кук (Великобритания), продюсер Java Jazz Festival Питер Гонта (Индонезия), создатель и продюсер Umbria Jazz Festival Карло Паньотта (Италия),  главный редактор журнала Jazz Times Ли Мёрнер (США), вице-президент Berklee College of Music Ларри Симпсон (США), президент Blue Note Entertainment Стивен Бенсьюзан (США), программный менеджер North Sea Jazz Festival Фрэнк Болдер (Нидерланды), генеральный директор Depth of Field Management Дэррил Питт (США), основатель и продюсер Jarasum International Jazz Festival Чже Чжин (Южная Корея) и многие другие.
В рамках форум-феста состоялось более 200 разноплановых мероприятий: лекции, круглые столы, дискуссии, семинары, мастер-классы, шоукейсы, гала-концерт и концертные программы в культовых джазовых клубах города. За три года Jazz Across Borders предоставил уникальную возможность десяткам российских и зарубежных музыкантов продемонстрировать свой талант перед ведущими продюсерами мира.

#### World Jazz Festival
С 2014 года, вместе с композитором Аркадием Укупником, является организатором ежегодного джазового фестиваля «World Jazz Festival» в Риге.

## Политическая позиция
Член партии «Единая Россия» с 2008 года. Свой выбор Бутман объяснил так:
Допускаю, «Единой России» не так и много проку от саксофониста, но я искренне хочу быть в меру сил полезным нашей стране. Извините за громкие слова. Если ресурс партии способен помочь в достижении цели, почему бы им не воспользоваться? 

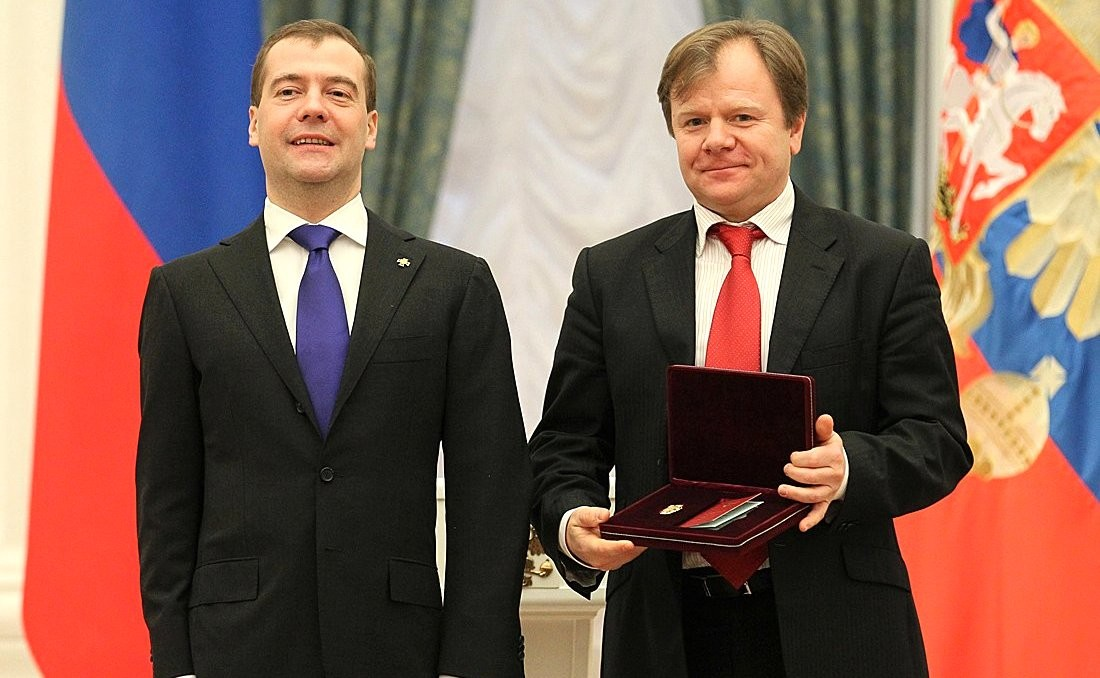
Награждение званием «Народный артист России» (2011 год)

6 февраля 2012 года был официально зарегистрирован как доверенное лицо кандидата в Президенты РФ и действующего премьер-министра Владимира Путина.
11 марта 2014 года подписал письмо к президенту России Владимиру Путину в поддержку аннексии Крыма.
В сентябре 2016 года стал доверенным лицом партии «Единая Россия» на выборах в Государственную думу VII созыва.
В январе 2018 года стал доверенным лицом Владимира Путина на президентских выборах 18 марта 2018 года.
В 2018 году был доверенным лицом кандидата в мэры в Москвы Сергея Собянина.
Член Высшего совета партии «Единая Россия» и Московского регионального политического совета партии.
Имеет гражданство двух стран (России и США).
Бутман не отрицает и полностью подтверждает наличие гражданства США и произнесённую им клятву верности флагу США. Комментарии самого Игоря Бутмана «РИА Новости»: «Я эту клятву давал, ее дают все, кто принимает американское гражданство. Сколько наших выдающихся спортсменов давали эту клятву и защищают честь России на международных соревнованиях… С оружием в руках пока мне ничего защищать не надо, слава богу, и, надеюсь, до этого не дойдет. У меня двойное гражданство. Я не занимаю никаких государственных постов, а состою в общественной организации, если предложат государственный пост, то придется выбирать».
В 2022 году поддержал нападение России на Украину и аннексию оккупированных территорий Украины.

## Санкции
7 января 2023 года, на фоне вторжения России на Украину, внесён в санкционный список Украины «за посещение оккупированных территорий после начала вторжения, участие в пропагандистских концертах, публичную поддержку войны и режима Путина». Ранее Бутман был внесён ФБК в список коррупционеров и разжигателей войны за публичную поддержку действиям российской армии на Украине.
3 февраля 2023 года внесён в санкционный список Канады как причастный к распространению российской дезинформации и пропаганды.

## Дискография
- Falling Out (1993)
- First Night Swing  (1996)
- Nostalgie (1997)
- Once In Summer Weekend (2002)
- Carnival of Jazz (2002)
- Prophecy (2003)
- Веселые истории (2007)
- Carnival of jazz 2 (2009)
- Moscow @ 3 am (2009)
- Blues for 4 (2010)
- Sheherazade’s tales (2011)
- Special Opinion (2013)
- Igor Butman & Friends (2014)
- Reflections (2016)
- Зимняя сказка (2017)
- Only Now (2021)[45]

## Фильмография
- Реальные пацаны (сезон 10, серия 11) — камео.
- Импровизация в поисках диалога — документальный фильм к юбилею Игоря Бутмана
- «Джазист» — документальный фильм, посвящённый Народному артисту РФ Алексею Козлову
- ДЖАЗ 100 — документальный фильм о российском джазе, выпущенный в рамках празднования его столетия

## Награды и премии
- Орден «За заслуги перед Отечеством» IV степени (25 октября 2021 года) — за большой вклад в развитие отечественной культуры и искусства, многолетнюю плодотворную деятельность[46][47]
- Медаль Республики Тыва «За заслуги перед Республикой Тыва» (14 ноября 2023 года, Республика Тыва, Россия) — за выдающийся вклад в развитие культуры в Республике Тыва, воспитание и поддержку талантливой молодёжи[48]
- Памятная юбилейная медаль Республики Тыва  в ознаменование 100-летия единения России и Тувы и основания г. Кызыла (14 июля 2016 года, Республика Тыва, Россия) — за выдающиеся достижения в области культуры и искусства, а также за вклад в развитие тувинской национальной культуры[49]
- Почётный знак «За особый вклад в развитие Санкт-Петербурга» (6 декабря 2023 года) — за особые заслуги перед Санкт-Петербургом в профессиональной или общественной деятельности[50]
- Народный артист Российской Федерации (28 октября 2011 года) — за большие заслуги в области музыкального искусства[51]
- Народный артист Чеченской Республики (4 февраля 2012 года) — за большой вклад в развитие музыкального искусства, творческую деятельность, получившую признание и широкую известность в Чеченской Республике[52]
- Благодарность Министра культуры и массовых коммуникаций Российской Федерации (6 декабря 2005 года) — за многолетнюю плодотворную деятельность в области развития искусства и культуры Российской Федерации[53]
- Государственная премия Российской Федерации в области литературы и искусства 2003 года (12 июня 2004 года) — за концертные программы «Карнавал джаза», «Триумф джаза»[54]
- Премия Министерства обороны Российской Федерации в области культуры и искусства (2019 год) — за содействие в развитии музыкального искусства в Вооружённых Силах Российской Федерации
- Премия «Человек года» в номинации «Музыка» (2005) — за выдающийся вклад в музыкальную культуру России и участие в культурной жизни еврейской общины России[55].